# Abel Ruiz
Abel Ruiz Ortega (ur. 28 stycznia 2000 w Almussafes) – hiszpański piłkarz występujący na pozycji napastnika w hiszpańskim klubie Girona FC.

## Kariera klubowa
Urodzony w Almussafes Ruiz dołączył do młodzieżówek Barcelony w 2012 roku z Valencii. 21 listopada 2016 roku przedłużył swój kontrakt z klubem.
9 kwietnia 2017 roku wciąż będąc juniorem zaliczył swój seniorski debiut w barwach Barcelony B zmieniając Jesúsa Alfaro w wygranym 2–0 meczu z CF Badaloną w ramach Segunda División B. Stał się również pierwszym zawodnikiem urodzonym w 2000 roku, który zaliczył swój seniorski debiut w klubie. Profesjonalny debiut Abel zaliczył 28 sierpnia 2017 roku, zmieniając Davida Conche w przegranym 3–0 spotkaniu z CD Tenerife w Segunda División.
Ruiz pierwszą bramkę w swojej profesjonalnej karierze strzelił 1 września 2017 roku w meczu przeciwko Granadzie.
Swój debiut w pierwszym zespole Barcelony, Abel zaliczył 7 marca 2018 roku w meczu z Espanyolem w ramach Superpucharu Katalonii.
25 czerwca 2018 roku przedłużył kontrakt z Barceloną do 2021 roku, z klauzulą wynoszącą 100 milionów euro. 31 stycznia 2020 r. został wypożyczony do SC Braga. Ostatecznie klub z Portugalii 1 czerwca 2020 wykupił zawodnika Barcelony B za 8 mln euro.

## Kariera reprezentacyjna
Ruiz zadebiutował w reprezentacji Hiszpanii U-17 25 października 2015 w meczu przeciwko Andorze w wygranym 2–0 meczu w ramach eliminacji do Mistrzostw Europy 2016 do lat 17. W tym samym meczu strzelił swoją pierwszą bramkę. Został również powołany na Mistrzostwa Europy U-17 2016 w Azerbejdżanie, będąc rok młodszym do swoich kolegów z reprezentacji. Ruiz skończył te mistrzostwa z 4 golami na koncie, za które dostał nagrodę "Srebrnego Buta". Został również wybrany do "jedenastki turnieju".
Rok później w Mistrzostwach Europy U-17 w 2017 roku w Chorwacji, był kapitanem reprezentacji, której udało się wywalczyć tytuł.
22 września 2017 roku został powołany na Mistrzostwa Świata U-17 w 2017 roku w Indiach. Na tym turnieju strzelił 6 bramek, dzięki którym odebrał nagrodę "Brązowego Buta".

## Osiągnięcia

### Barcelona
- Liga Młodzieżowa UEFA: 2017/2018[14]

### Hiszpania U-17
- Wicemistrzostwo Europy: 2016
- Mistrzostwo Europy: 2017[12]
- Wicemistrzostwo Świata: 2017

### Indywidualne
- "Srebrny But" Mistrzostw Europy U-17: 2016[15]
- "Brązowy But" Mistrzostw Świata U-17: 2017

### Rekordy
- Najlepszy strzelec w historii finałów Mistrzostw Europy U-17: 8 goli (razem z Aminem Gouirim oraz Odsonnem Édouardem)
- Najlepszy strzelec w historii Mistrzostw Europy U-17: 16 goli (razem z José Gomesem)[16]
- Najlepszy strzelec w historii reprezentacji Hiszpanii U-17: 27 goli[17].
- Najwięcej występów w historii reprezentacji Hiszpanii U-17: 37 występów.